# Carrow Road
Sân vận động Carrow Road là một sân bóng đá nằm ở khu vực Norwich, Norfolk, Vương quốc Anh. Đây là sân nhà của câu lạc bộ Norwich City, được thay thế cho sân Newmarket Road, và sau đó là sân The Nest.